# 滇边蔷薇
滇边蔷薇（学名：Rosa forrestiana）为蔷薇科蔷薇属下的一个种。

## 扩展阅读
- 維基物種上的相關：滇边蔷薇